# Домбрувкі (гміна Козеніце)
Домбрувкі (пол. Dąbrówki) — село в Польщі, у гміні Козениці Козеницького повіту Мазовецького воєводства.
Населення — 195 осіб (2011).
У 1975-1998 роках село належало до Радомського воєводства.

## Демографія
Демографічна структура станом на 31 березня 2011 року:
|          | Загалом | Допрацездатний вік | Працездатний вік | Постпрацездатний вік |
| -------- | ------- | ------------------ | ---------------- | -------------------- |
| Чоловіки | 97      | 25                 | 61               | 11                   |
| Жінки    | 98      | 19                 | 56               | 23                   |
| Разом    | 195     | 44                 | 117              | 34                   |